# Eupogonius major
Eupogonius major es una especie de escarabajo longicornio del género Eupogonius, tribu Desmiphorini, subfamilia Lamiinae. Fue descrita científicamente por Bates en 1885.

## Descripción
Mide 8-10,6 milímetros de longitud.

## Distribución
Se distribuye por Costa Rica, Guatemala, Honduras y México.